# Glenea colobotheoides
Glenea colobotheoides är en skalbaggsart som beskrevs av Thomson 1865. Glenea colobotheoides ingår i släktet Glenea och familjen långhorningar.
Artens utbredningsområde är Filippinerna. Inga underarter finns listade i Catalogue of Life.